# حالة بانياي الدموية
حالة بانياي الدموية (بالإندونيسية: Kasus Paniai Berdarah) كان إطلاق نار جماعي من قبل الجيش الإندونيسي وبالتحديد فريق الكتيبة الخاصة 753 والذي قتل أربعة مراهقين وجرح 17 آخرين في مقاطعة بابوا الإندونيسية في 8 ديسمبر 2014.

## الأحداث
في ليلة 7 ديسمبر 2014 انتقد يوليانوس ييمو (14 عامًا) وثلاثة من أصدقائه في قرية إباكيي ضابطًا عسكريًا إندونيسيًا لقيادته دراجته النارية بدون المصابيح الأمامية. عاد الضابط في وقت لاحق إلى الموقع مع أربعة جنود من الكتيبة الخاصة 753 وضربوا الشباب بعنف. عانى يوليانوس ييمو من إصابات خطيرة في الرأس وسقط في غيبوبة. في اليوم التالي احتج أشخاص من قرية إنيرتولي في باني ريجنسي بمقاطعة بابوا في إندونيسيا على تعذيب يوليانوس ييمو والعديد من أصدقائه. في اليوم التالي تجمع حوالي 1000 شاب من الرجال والنساء والأطفال من بابوا في ملعب لكرة القدم في بانياي للاحتجاج سلمياً على سلوك أفراد الجيش عندما فتحت قوات الأمن النار عليهم، مما أسفر عن مقتل أربعة أولاد وجرح 17 آخرين. وفقًا لتايم وبناءً على وثيقة رسمية، تم إرسال أمر للجنود من خلال الإذاعة الداخلية: «إذا عرضت الجماهير المقاومة أكثر من ثلاث مرات فأطلقوا عليهم النار».

## ما بعد الحالة
أمر الرئيس جوكو ويدودو الذي انتحب لتوه في عام 2014 اللجنة الوطنية لحقوق الإنسان بالتحقيق في الأمر. في 19 فبراير 2020 أعلنت اللجنة الوطنية لحقوق الإنسان أن إطلاق النار كان «انتهاكًا صارخًا لحقوق الإنسان»، كما اتهمت القوات المسلحة الإندونيسية والشرطة الإندونيسية بعرقلة العدالة فيما يتعلق بالحادث. توفي يوليانوس ييمو في أبريل 2018.